# Momart

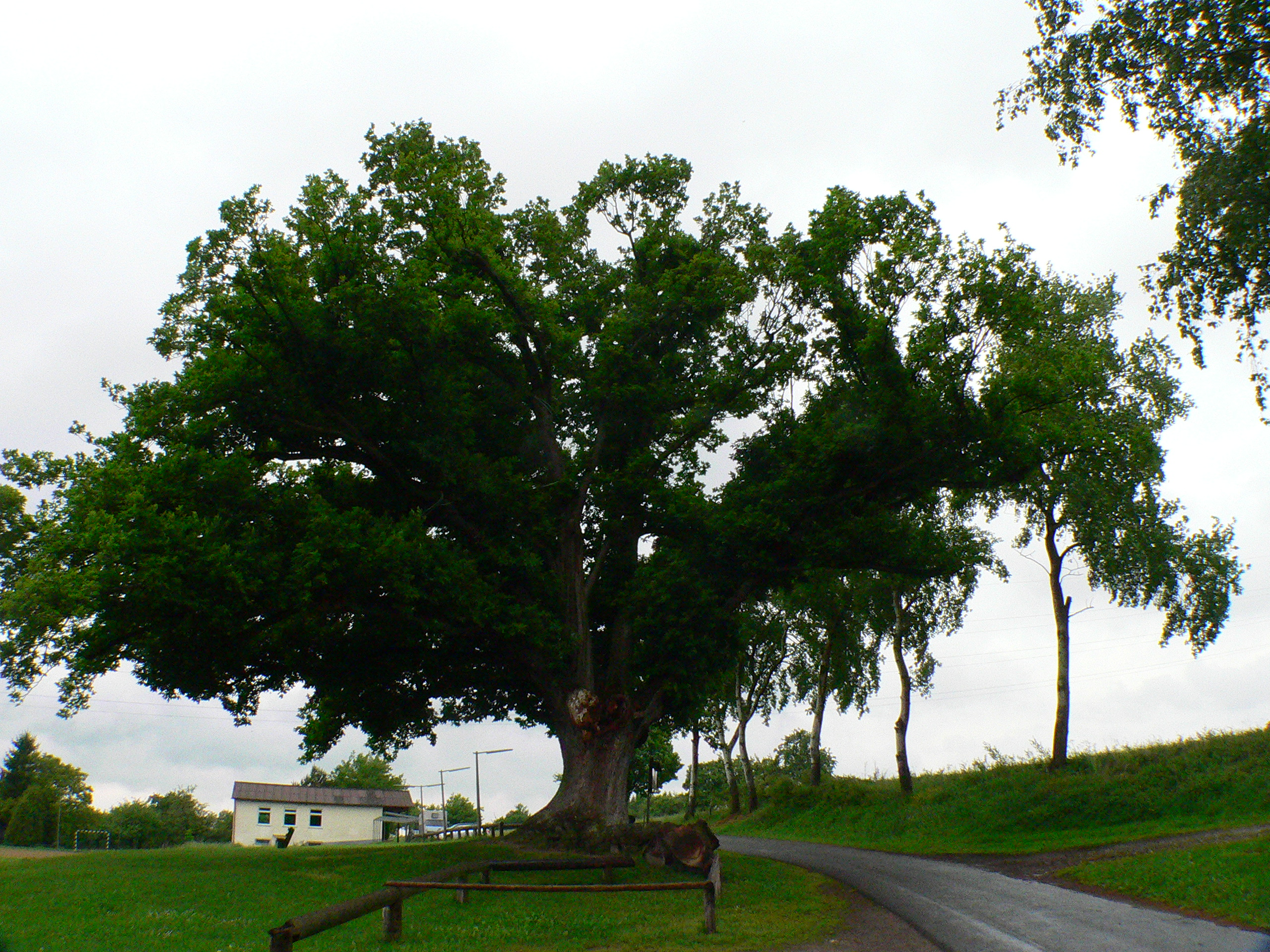
Die Momarter Eiche (2009)

Momart ist der kleinste Stadtteil von Bad König im südhessischen Odenwaldkreis.

## Geographie
Momart liegt von Wald umgeben im Buntsandsteingebiet des Odenwaldes auf einer Hochebene 1800 Meter südlich des Schlossplatzes von Bad König. In der Feldgemarkung etwa 840 Meter östlich der Ortsmitte stand bis 2018 die 600 Jahre alte Momarter Eiche. Zur Gemarkung Mommart gehören auch die Weiler Heuselsmühle (Mühle und Kulturdenkmal) sowie der Hof Schimmelshütte.

## Geschichte
Als Flurname taucht die Ortsbezeichnung schon 819 auf, als die a monte Mamenhart genannt wurde. Die älteste erhaltene Erwähnung des Dorfes stammt von 1321. Damals hieß der Ort Maminhard und später Mommenhart. Im Mittelalter wurde bei Momart Erz abgebaut.
Momart gehörte zum Amt Fürstenau der Grafschaft Erbach-Fürstenau, die mit der Mediatisierung 1806 Teil des Großherzogtums Hessen wurde. Ab 1822 gehörte Momart zum Landratsbezirk Erbach, ab 1852 zum Kreis Erbach (ab 1939: „Landkreis Erbach“), der – mit leichten Grenzberichtigungen – seit 1972 Odenwaldkreis heißt. Am 1. Oktober 1971 wurde Momart in die Gemeinde (ab dem 10. Oktober 1980 Stadt) Bad König eingegliedert.
Nach Auflösung des Amtes Fürstenau 1822 nahm die erstinstanzliche Rechtsprechung für Momart das Landgericht Michelstadt wahr, ab 1879 das Amtsgericht Michelstadt.